# Saint-Léger-lès-Paray
Saint-Léger-lès-Paray ist eine französische Gemeinde mit 759 Einwohnern (Stand 1. Januar 2022) im Département Saône-et-Loire in der Region Bourgogne-Franche-Comté. Sie gehört zum Arrondissement Charolles und zum Kanton Paray-le-Monial.

## Geographie
Die Gemeinde liegt in der Landschaft Charolais. Der Gemeinde-Hauptort Les Mûriers befindet sich etwa zwei Kilometer nordwestlich von Paray-le-Monial und acht Kilometer östlich von Digoin, an einer Flussschlinge der Bourbince, zwischen den Einmündungen ihrer beiden rechten Zuflüsse Oudrache und Verdelin.
Nachbargemeinden von Saint-Léger-lès-Paray sind Saint-Vincent-Bragny im Norden, Volesvres im Osten, Paray-le-Monial im Südosten, Vitry-en-Charollais im Süden und Digoin im Westen.

## Bevölkerungsentwicklung
| Jahr      | 1968 | 1975 | 1982 | 1990 | 1999 | 2006 | 2016 |
| Einwohner | 266  | 277  | 561  | 622  | 583  | 587  | 718  |